# Бифињекур
Бифињекур (фр. Buffignécourt) је насеље и општина у источној Француској у региону Франш-Конте, у департману Горња Саона која припада префектури Везул.
По подацима из 2011. године у општини је живело 119 становника, а густина насељености је износила 18,98 становника/km². Општина се простире на површини од 6,27 km². Налази се на средњој надморској висини од 240 метара (максималној 274 m, а минималној 218 m).

## Демографија
| 1962. | 1968. | 1975. | 1982. | 1990. | 1999. | 2011. |
| ----- | ----- | ----- | ----- | ----- | ----- | ----- |
| 104   | 112   | 99    | 113   | 153   | 127   | 119   |

График промене броја становника у току последњих година